# Rudolf Gehring (Politiker, 1948)

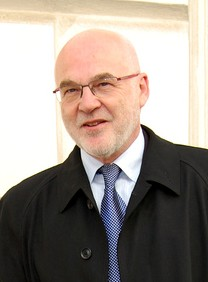
Rudolf Gehring (2010)

Rudolf Gehring (* 17. August 1948 in Hollabrunn, Niederösterreich) ist ein österreichischer Politiker (Christliche Partei Österreichs) und war Kandidat für die österreichische Bundespräsidentenwahl 2010.

## Ausbildung und Privatleben
Rudolf Gehring maturierte 1966 in Laa an der Thaya, Niederösterreich. Nach dem Ende seines Präsenzdienstes beim Flugmelderegiment in Wals-Siezenheim, Salzburg, begann er das Studium der Rechtswissenschaften an der Universität Wien, das er mit dem Doktorat beendete. Zu Beginn seines Studiums wurde er Mitglied der katholischen Studentenverbindung KÖStV Austria Wien im ÖCV, später wurde er noch Mitglied der KAV Sanctottensis Heiligenkreuz (ebenfalls ÖCV) sowie der Mittelschulverbindung KÖStV Sonnberg-Perchtoldsdorf  im MKV. Während einer Tätigkeit als Verwaltungsjurist war Rudolf Gehring bereits auf Gemeinde- und Landesebene politisch engagiert.
Neben seiner politischen Tätigkeit betreibt er eine private Hausverwaltung und ist Vorstand eines Studentenheimträgers.
Rudolf Gehring heiratete 1973 – seine Ehefrau heißt mit Vornamen Edeltraud. Er hat vier Töchter.

## Politische Tätigkeit
30 Jahre lang war Gehring Mitglied der ÖVP. 2005 trat er nach eigenen Angaben wegen des „immer mehr in den Hintergrund getretenen christlichsozialen Elements“ aus der Partei aus.
Seit 2008 ist Gehring bei der Christlichen Partei Österreichs tätig. Am 29. November 2008 übernahm er das Amt des Bundesparteiobmanns. Aufgrund der Kandidatur zur  Bundespräsidentenwahl in Österreich 2010 gab Gehring diese Funktion wieder ab. Bei der Wahl errang er 171.668 Stimmen oder 5,43 %, was den dritten Platz unter den drei Kandidaten hinter den Mitbewerbern Heinz Fischer und Barbara Rosenkranz bedeutete; nur in Vorarlberg vermochte er sich vor Rosenkranz zu platzieren.
Am 12. November 2011 übernahm Gehring erneut den Parteivorsitz. Am 22. November 2014 wurde er in diesem Amt von Finanzreferent Alfred Kuchar abgelöst und übernahm stattdessen das Generalsekretariat.
Bei der Europawahl in Österreich 2014 unterstützten Gehring und seine Partei die Kandidatur von Ewald Stadler und seiner neu gegründeten Partei Die Reformkonservativen; die Partei verfehlte mit 1,2 % klar den Gewinn eines Mandates.
Zur Nationalratswahl in Österreich 2017 war Gehring Spitzenkandidat seiner Partei.

### Politische Positionen

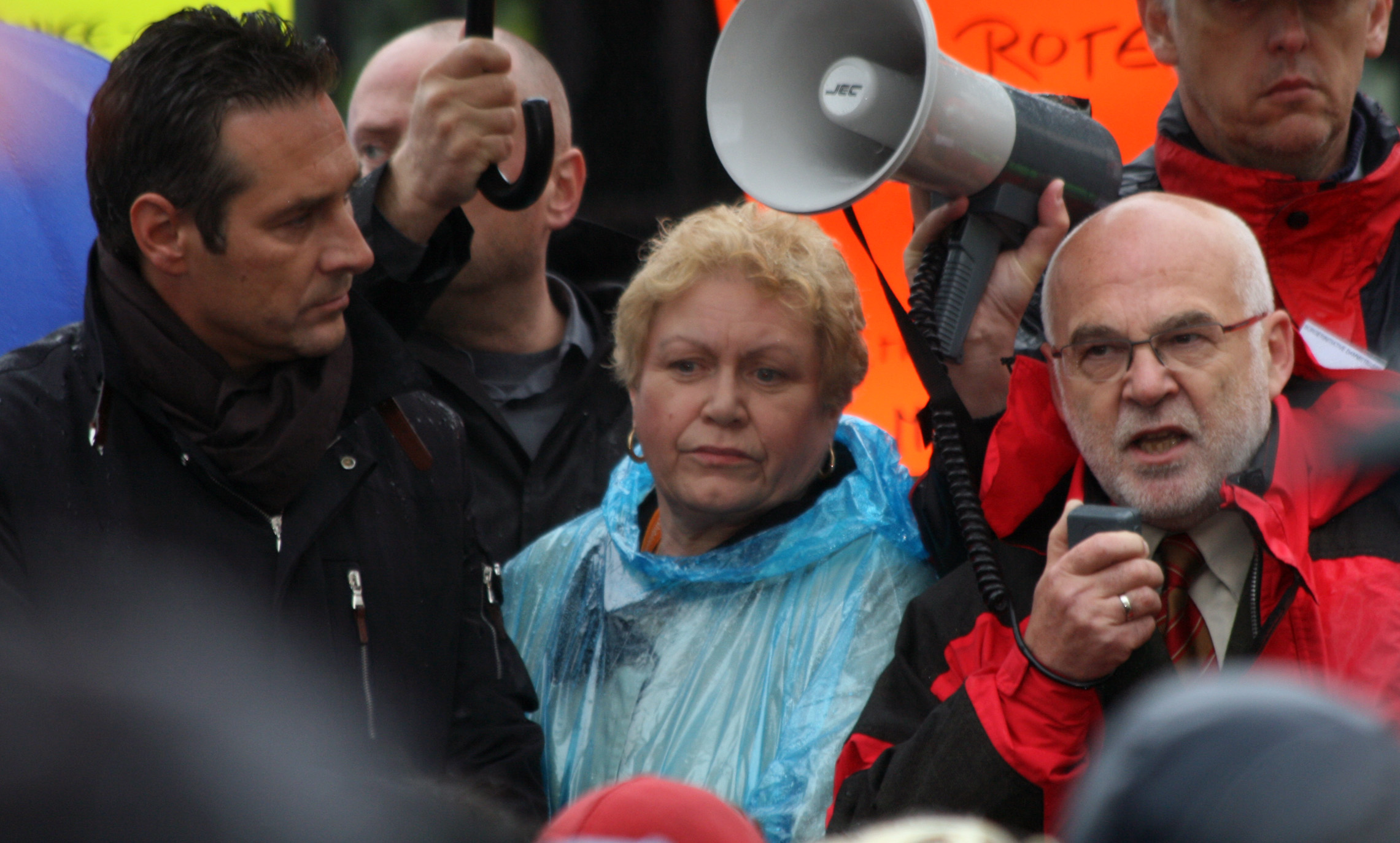
Rudolf Gehring (r.) mit Hannelore Schuster und Heinz-Christian Strache (FPÖ) während einer Demonstration gegen den Ausbau eines islamischen Kulturzentrums in Wien (2009)

Gehring versteht sich als „katholischer Lebensschützer“, Familien- und Menschenrechtsaktivist und bemüht sich seit Beginn des Wahlkampfes, sein Versprechen, ein aktiver Bundespräsident werden zu wollen, zu konkretisieren. Als Bundespräsident würde er das Recht einfordern, Gesetzesanträge im Parlament einzubringen. Im Vergleich zu den Konkurrenten gibt er an, aufgrund seiner unternehmerischen Aktivitäten größere Wirtschaftskompetenz zu haben, und möchte sich als Bundespräsident gegen Korruption und Parteibuchwirtschaft engagieren sowie gegen Schuldenwirtschaft, den Missbrauch von Steuergeldern für parteipolitische Zwecke und die „Machtanmaßung der Sozialpartner“ auftreten. Er fordert eine Volksabstimmung über einen möglichen EU-Beitritt der Türkei und lehnt den Bau von Minaretten in Österreich ab. Weiters tritt er für eine verfassungsrechtliche Überprüfung des Lissabon-Vertrages ein und kritisiert die gesetzliche Aufwertung von Homosexuellen-Partnerschaften. Zum Thema Schwangerschaftsabbruch nimmt Gehring eine ablehnende Haltung ein. Er gibt an, sich insbesondere für Frieden, für christliche und soziale Werte engagieren zu wollen.